# Hrvatski pisci iz BiH, Đ
- Đikić, Ljuba (Mrkodol, Tomislav Grad, 27. ožujka 1954.). Pjesnikinja.
- Đurđević, Martin (Doljani kod Stoca, 1848. – 1913.). Memoarist.
- Đikić, Ivica (Tomislavgrad, 11. ožujka 1977.). Novinar i pisac.